# 소자성헌황후
소자성헌황후 맹씨(昭慈聖獻皇后 孟氏, 1073년 1월 21일(음력 1072년 12월 11일) ~ 1131년 5월 12일(음력 4월 14일))는 북송 철종(哲宗)의 첫번째 황후이다. 철종과 휘종 연간에 폐위와 복위를 반복하다가 최종적으로 폐위되었으며, 폐후였기 때문에 정강의 변때 금나라에 압송되는 것을 모면하고 강남으로 도피하였다. 유일한 황족 연장자로서 고종의 남송 건국의 정당성과 정통성을 대내외에 천명하는 역할을 하였다. 이후 남송의 황태후가 되었다.

## 생애

### 황후 시절

#### 황후 책봉
맹씨는 명주 출신으로 명문 세가 출신이다. 철종의 할머니인 선인성렬황후가 100명의 여인들 중에서 직접 간택한 인물로 1092년(원우 7년), 황후에 책봉되었다. 맹씨는 학식과 교양을 갖추어 태황태후 및 황태후 상씨의 사랑을 받았다. 그러나 철종은 맹황후보다 유첩여를 총애하였으며 태황태후가 죽고 난 뒤로는 총애함이 도를 넘어 제례의식이나 경령궁에 예를 지낼 때 예법을 무시하면서까지 유첩여와 함께 다녔는데, 유첩여 역시 맹황후를 얕잡아보고 무시하였다.

#### 첫번째 폐위
1096년(소성 3년), 맹황후는 딸인 복경공주(福慶公主)가 중병에 걸리자 병을 낫게 하려고 부적을 사용하여 주술행위를 하였는데, 이러한 주술행위와 미신행위로 인해 유첩여의 참소를 받아 폐위되었다. 맹황후의 폐위에는 단순히 유첩여의 고변뿐만이 아니라 철종 자신의 감정이 크게 개입되어 있었으며, 철종의 뜻을 받든 신법파 대신들의 참소가 맞물렸다. 이 옥사 사건으로 인해 맹황후는 체포되었고 시녀와 환관들을 비롯해 사건에 연루된 자들이 혹독한 고문을 받아 숨졌다. 구법파와 신법파의 당쟁과정에서 옥사 사건까지 확대되면서 맹씨는 폐위되어 도교 사원인 요화궁으로 추방되었고, 머리를 깎지 않는 비구니가 되었다.
1099년(원부 2년), 철종은 유첩여(소회황후)를 황후로 책봉하였다.

#### 복위와 두번째 폐위
1100년(원부 3년) 2월, 철종이 붕어하자, 철종의 이복 동생인 휘종이 즉위하였고 황태후 상씨가 수렴청정을 하였는데, 구법파인 황태후는 철종에 의해 폐위된 맹씨를 황후로 복위시키고 철종의 연호인 '원우(元祐) 연간에 책봉된 황후'라는 의미로 맹황후를 '원우황후(元祐皇后)'로 칭하였다.
1101년(건중정국 원년), 맹황후를 복위시킨 황태후 상씨가 붕어하자, 구법파의 세력이 약화되었으며, 1102년(숭녕 원년), 맹황후는 원우당 사건에 연루되어 휘종에 의해 다시 폐위되었다. 폐위된 이후 도교사원인 요화궁으로 거처를 옮겨 '희미원통지화묘정선사(希微元通知和妙靜仙師)'라는 도사의 칭호를 받고 25년간 요화궁에 머물렀다.

#### 정강의 변
흠종 연간에 요화궁이 소실되자 연녕궁으로 거쳐를 옮겼는데, 이후 연녕궁에서도 화재가 발생하자 사가로 거처를 옮겼다. 이후 정강의 변으로 불리는 금나라 군대의 대대적 침입으로 송나라가 멸망하면서 송나라의 황족들이 금나라군에 붙잡혀 금나라로 압송될 때, 맹씨는 폐위되어 사가에 있었기 때문에 화를 면하였다.
휘종과 흠종을 비롯한 황족들을 압송해간 금나라는 송나라 영역에 송의 재상인 장방창(張邦昌)을 꼭두각시 황제로 세워 초나라(楚) 라는 괴뢰국가를 세우려 하였는데, 이 과정에서 장방창은 명분을 세우기 위해 맹씨를 태후로 내세웠다. 이후 장방창이 죽고 정강의 변에서 화를 면한 휘종의 아홉째 아들인 강왕(康王) 조구(趙構)가 강남으로 내려가 고종으로 즉위하여 송나라의 명맥을 잇자, 고종의 적법성과 정통성을 인정하였고 고종에 의해 복위되어 남송의 황태후가 되었다.

### 황태후 시절
1127년(건염 원년), 고종은 맹씨를 원우태후(元祐太后)로 칭했는데, 맹태후의 조부인 맹원(孟元)의 '원(元)'자를 피휘하여 '융우태후(隆祐太后)'로 개칭하였다. 송나라의 남은 군사들은 금나라와의 전투에서 연패하였고, 금나라 군이 파죽지세로 남하하는 상태에 이르자 개봉 수복이 불가능해짐을 깨닫고 맹태후는 고종을 따라 임안으로 남하하였다. 이때 바다를 건너 도주하는 과정에서 금나라 군대의 추격을 받자 맹태후를 호위하던 병사들이 도망가는 바람에 농민의 도움을 받아 피신하는 위기를 맞기도 하였다.
1129년(건염 3년), '묘유병변(苗劉兵變)'이라 불리는 쿠테타가 발생하는데, 묘전(苗傅)과 유정언(劉正彥)이 혼란기를 틈타 고종을 핍박하여 폐위시키고, 고종의 세 살된 어린 아들인 조부(趙敷)를 황제로 옹립하였는데, 이 때 맹태후는 수렴청정을 실시하였다. 맹태후는 묘전 등을 달래고, 한편으로는 한세충(韓世忠)과 양홍옥(梁紅玉) 부부를 격려하여 변란을 진압하게 하고 수렴을 거둔 후 고종을 복위시켰다.
1131년(소흥 원년) 4월, 붕어하였다. 첫 시호는 '소자헌열(昭慈獻烈)' 이었으나 1133년(소흥 3년) '소자성헌(昭慈聖獻)'으로 개칭되었다.

## 기타
- 맹씨는 성격이 공손하고 삼가며 신중한 성격이었다.[4]
- 맹씨는 독한 술을 너무 좋아하여, 고종이 술을 줄이라고 권하였고 단 술을 보냈다. 그 이후 다시는 독한 술을 마시지 않았다고 한다.[9]

## 가계

### 부모
- 부 : 맹재(孟在)
- 모 : 경국부인 왕씨(慶國夫人 王氏)

### 남편
- 철종(哲宗, 1076년 ~ 1100년) : 북송의 제7대 황제

### 자녀
- 복경공주(福慶公主, 1094년 ~ 1096년)

## 참고 문헌
- 샹관핑, 《중국사 열전, 후비 - 황제를 지배한 여인들》, 달과소, 2008
- 타임라이프 북스 저, 《용의 나라》, 남경태 역, 가람기획, 2004